# 亞塞拜然恢復獨立日
亞塞拜然恢復獨立日是亞塞拜然的紀念日，設於每年10月18日。以紀念1991年同日阿塞拜疆蘇維埃社會主義共和國最高蘇維埃通過了《阿塞拜疆獨立宣言》憲法法案，並於1991年12月舉行全民公投通過，脫離蘇聯獨立。2021年10月，該日由獨立日更名為恢復獨立日。

## 慶祝活動
- 1996年的五週年慶祝活動是在該節日第一次舉行的重大慶祝活動。[7]
- 在2001年10週年紀念日中，亞塞拜然亦舉行了大規模的慶祝活動。[8][9]
- 在2017年的亞塞拜然恢復獨立日，亞塞拜然在納希契凡自治共和國首都舉行了閱兵，紀念獨立軍隊成立25週年和恢復國家主權26週年。納希契凡總統瓦西夫·塔利博夫 (Vasif Talibov)和阿塞拜疆國防部長扎基爾·哈桑諾夫也出席了是次活動。[10][11][12]
- 2020年，由土耳其大國民議會議長穆斯塔法·森托普 (Mustafa Şentop)率領的土耳其代表團訪問巴庫並參加恢復獨立日慶祝活動，以對經歷占賈導彈襲擊的阿塞拜疆表示支持。

### 與恢復獨立日相關的活動
- 在1992年10月9日，阿塞拜疆於自由廣場舉行了第二次閱兵，以紀念阿塞拜疆武裝部隊成立一周年，並以此作為恢復獨立日閱兵。
- 1998年，蓋達爾·阿利耶夫 就職典禮恰逢獨立日慶祝活動。[14][15]
- 1999年，納希契凡自治共和國成立75週年的慶祝活動與恢復獨立日一起舉行。[16]

### 國外慶祝活動
- 2020年恢復獨立日當天，加拿大的尼亞加拉大瀑布點亮了亞塞拜然國旗的顏色，以紀念恢復獨立日。[17]

## 圖集

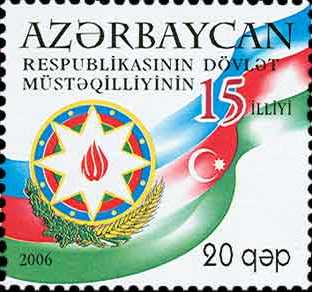
慶祝恢復獨立十五週年郵票